# Georg Peter Krauß
Georg Peter Krauß (* 14. Juni 1840 in Brettheim; † nach 1908) war ein deutscher Verwaltungsbeamter. Er war von 1879 bis 1908 Oberamtmann des Oberamts Leonberg in Württemberg.

## Leben
Krauß war der Sohn des Schreinermeisters Johann Andreas Krauß und seiner Frau Anna Margaretha, geb. Käfer. Er besuchte ab 1846 die Volksschule in Brettheim und 1854 bis 1860 die Präparandenanstalt und das Lehrerseminar in Esslingen. Nach Ablegung der ersten Lehrerdienstprüfung war er als Lehrergehilfe in Billingsbach bei Langenburg angestellt. Hier lernte er unter Anleitung des Ortsgeistlichen Französisch, Latein und Griechisch. Er gab den Lehrerberuf auf und besuchte das Obergymnasium in Tübingen, wo er die Reifeprüfung ablegte. Ab 1863 studierte er Regiminalwissenschaften an der Universität Tübingen, wo er 1867 die erste und nach einem Probereferendariat beim Oberamt Gerabronn und im Ministerium des Innern in Stuttgart 1868 die zweite Dienstprüfung ablegte.
Seine Verwaltungslaufbahn begann Krauß 1868 als Assistent bei den Oberämtern Mergentheim und Weinsberg sowie als Aktuariatsverweser. 1870 wurde er Oberamtsaktuar in Schorndorf, 1872 Aktuar, 1873 auch Amtmann beim Oberamt Ludwigsburg, 1877 Sekretär bei der Regierung des Neckarkreises in Ludwigsburg, 1878 Amtsverweser und 1879 Oberamtmann des Oberamts Leonberg. 1900 wurde er zum Regierungsrat ernannt. 1908 trat er in den Ruhestand.

## Auszeichnungen
- Ritterkreuz 1. Klasse des Friedrichsordens (1889)
- Preußischer Roter Adler-Orden 4. Klasse (1899)
- Ritterkreuz des Ordens der Württembergischen Krone (1908)